# Reinoldus zur Pflichttreue

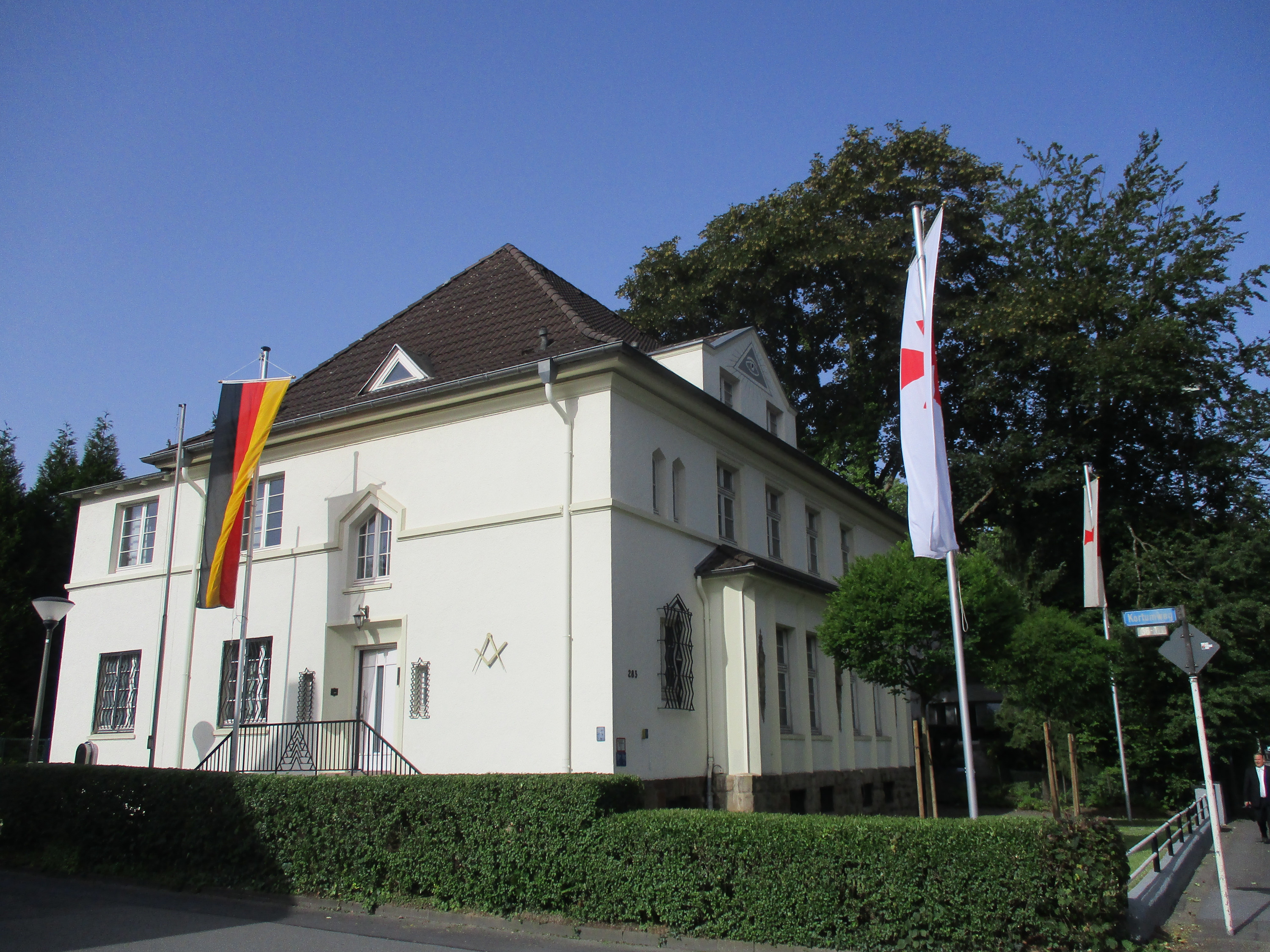
Logenhaus, Westfalendamm 283, Juni 2022

Die Johannisloge Reinoldus zur Pflichttreue ist eine 1910 gegründete Freimaurerloge in Dortmund. Sie gehört zur Großen Landesloge der Freimaurer von Deutschland (GLLFvD, Freimaurerorden) und über diese Großloge zum Dachverband der Vereinigten Großlogen von Deutschland (VGLvD) Bruderschaft der Freimaurer und damit zum weltweiten Bund der Freimaurer.

## Geschichte
Die Vorbereitungen zur Gründung der Loge dauerten etwa 20 Jahre. 1908 gründeten interessierte Bürger mit Unterstützung der Ordensloge in Hagen zunächst einen Verein, eine „Freimaurerische Vereinigung“, die bald von der Großen Landesloge anerkannt wurde. Am  6. März 1910 erhielten der erste Logenmeister, Egon Haehling von Lanzenauer, und 30 Gründungsmitglieder die Stiftungsurkunde aus der Hand des Großmeisters der Großen Landesloge der Freimaurer von Deutschland.
Während der die Logengründung vorbereitende Verein in Räumen im Dortmunder Hotel Römischer Kaiser getagt hatte, war erstes Domizil der neuen Loge eine gemietete Etage in einem Gasthaus namens „Zum schwarzen Raben“. 1912 zog die Johannisloge in ein Haus in der Poststraße.
In den 1930er Jahren ging die Mitgliederzahl der Loge wegen der politischen Lage in Deutschland deutlich zurück. In der Zeit des Nationalsozialismus beendete der damalige Vorsitzende Meister Ernst Mattenklodt unter dem Druck von NSDAP und Geheimer Staatspolizei die Arbeit der Loge im Jahr 1935. Die Gestapo beschlagnahmte die Ritualgegenstände und das Logenhaus musste 1937 weit unter Wert verkauft werden. Inoffizielle Treffen der verbliebenen Brüder wurden von der Gestapo beobachtet.
Nach dem Zweiten Weltkrieg bemühten sich die verbliebenen Brüder der Loge um eine Wiedergründung, was die britische Militärregierung 1946 genehmigte. Ab 1947 arbeitete Reinoldus zur Pflichttreue wieder, zunächst in Räumen von Gaststätten in Dortmund-Körne und in Brackel. Ab 1953 nutze die Loge gemeinsam mit der anderen Freimaurerloge in Dortmund, Zur alten Linde, die zur Großloge der Alten Freien und Angenommenen Maurer von Deutschland gehört, ein Haus in der Prinz-Friedrich-Karl-Straße im Osten der Dortmunder Innenstadt.
Das heutige Logenhaus am Westfalendamm 283 kaufte die Große Landesloge 1978. Seitdem nutzt die Dortmunder Loge Reinoldus zur Pflichttreue das Haus als Mieter, zunächst nur in einer Hälfte der als Doppelhaus erstellten Villa in der Gartenstadt. Die andere Hälfte kaufte man später hinzu und baute das Haus mit viel Eigenleistung zum heutigen Logenhaus um, das im Jahr 2025 immer noch genutzt wird.